# Josef Fořt (ministr)
Josef Fořt (25. prosince 1850 Kly – 11. května 1929 ve vlaku mezi městy Karlsruhe a Kehl v Německu) byl český národohospodář a novinář a rakousko-uherský, respektive předlitavský, mladočeský politik. V letech 1906–1907 ministr obchodu Předlitavska.

## Biografie
Vystudoval právo na Karlo-Ferdinandově univerzitě v Praze. Jako rezervní důstojník se účastnil rakousko-uherské okupace Bosny a Hercegoviny v roce 1878. V období let 1874–1883 byl členem redakce deníku Národní listy (byl národohospodářským redaktorem). Od roku 1884 pracoval jako koncipista v pražské obchodní a živnostenské komoře, v níž od roku 1891 působil jako tajemník. Představoval první garnituru etnických Čechů ve vedení komory, která se po nabytí české většiny stala významným politickým a hospodářským nástrojem českého hnutí. Podílel se na organizování Jubilejní zemské výstavy v Praze roku 1891.
Byl členem mladočeské strany. V roce 1893 se stal poslancem Říšské rady (celostátní parlament). Nastoupil sem 10. října 1893 místo Václava Němce. Reprezentoval kurii obchodních a živnostenských komor v Praze. Poslancem byl do 10. března 1896, kdy na schůzi byla oznámena jeho rezignace. Již ve volbách do Říšské rady roku 1897 se ovšem do vídeňského parlamentu vrátil, tentokrát jako poslanec zvolený v městské kurii, obvod Kolín, Poděbrady atd. Za stejný volební okrsek uspěl i ve volbách do Říšské rady roku 1901. Jeho rezignace byla oznámena na schůzi 28. listopadu 1905. Za krátkou dobu nicméně znovu do Říšské rady nastoupil, protože mandát získal ve volbách do Říšské rady roku 1907, konaných poprvé v systému rovného volebního práva, bez kurií (zvolen za obvod Čechy 028). Setrval ze do konce funkčního období sněmovny, tedy do roku 1911.
V letech 1894–1906 zasedal rovněž jako poslanec Českého zemského sněmu. Politicky se profiloval jako odpůrce rakousko-uherského vyrovnání a zastánce volební reformy českého zemského sněmu. V roce 1905 se stal sekčním šéfem na ministerstvu železnic.
Vrchol jeho politické kariéry nastal počátkem 20. století, kdy se za vlády Maxe Becka stal ministrem obchodu Předlitavska. Funkci zastával v období 2. června 1906 – 9. listopadu 1907. Jeho jmenování bylo součástí strategie ministerského předsedy Maxe Becka zapojit do svého kabinetu i parlamentní politiky. Fořt přitom v minulosti býval mladočeským radikálem a jeho vstup do vlády tak byl výraznou změnou v pozici mladočechů vůči vládě. Jako ministr prosazoval rozvoj lodní dopravy. V roce 1917 byl jmenován doživotním členem Panské sněmovny (jmenovaná horní komora Říšské rady).
Po roce 1918 opustil aktivní politiku a působil nadále v České společnosti národohospodářské, které až do své smrti předsedal.

### Osobní život
Jedním z jeho dětí byl Prokop Fořt (1883–1920), který byl za 1. světové války povolán do armády a krátce po založení republiky tragicky zemřel při automobilovém neštěstí. Byl prvním manželem malířky Pavly Fořtové.
Dcera Libuše (1887–1967) byla manželkou chemika Emil Votočka.